# Athens ruiner
Athens ruiner är ett skådespel av August von Kotzebue med musik av Beethoven, op. 113.
Till öppnandet av den nya tyska teater i Budapest den 9 februari 1812, skrev Beethoven scenmusiken till Kotzebues två festspel Kung Stefan och Athens ruiner. Musiken komponerade han i kurorten Teplice i nuvarande Tjeckien. Tio år senare skrev Beethoven en ny ouvertyr till Athens ruiner då verket skulle spelas vid invigningen av en ny teater i Wien, den ouvertyren fick namnet Zum Weihe des Hauses.
Av musiken till Athens ruiner är det den berömda Turkisk marsch som har visat sig mest livskraftig.
Athens ruiner är också namnet på en diktsamling av Simon O. Pettersson (Aguéli förlag, 2015).